# Триполитанская экспедиция
Триполитанская экспедиция — сражение 523 г. между берберскими племенами Триполитании Каваона и вандальским войском Тразамунда. Закончилась победов берберов, что привело к ослаблению власти вандалов над Триполитанией.

## Предыстория
Начиная с завоевания римской Африки, вандалы захватили большую часть Северо-Западной Африки, все ещё находившейся под властью Западной Римской империи, и основали собственное королевство в 435 г.. Достаточно скоро они вступили в конфликт с туземным берберским населением, хотя первоначально под властью Гейзериха берберские восстания и нападения их кочевых соотечественников из пустынь были в основном подавлены, а вандалы прочно удерживали регион. Однако это изменилось после его смерти в 477 г., когда Мавро-Римское царство захватило большую часть бывшей римской провинции Мавретания Цезарейская, а затем в 484 г. уступили контроль над горой Оресом местным жителям.
Тем временем в современной Ливии кочевые берберские конфедерации племён, такие как Лагуатан, начали мигрировать из оазиса в оазис из Киренаики в регион Триполитанию и вступили в усиливающийся конфликт с местными гарнизонами вандалов. В 510-х годах лагуаты и другие союзные им берберские племена захватили большую часть территории Триполитании, от гор Нафуса до побережья, и основали там королевство.
После этого триполитанские берберы начали совершать набеги на район Бизацены, которая уже была нестабильной после захвата другими берберскими племенами регионов Дорсале и Капса. В 523 г. тогдашний вандальский король Тразамунд хотел восстановить контроль над утраченными в Бизацене землями и умиротворить Триполитанию, решив начать с нападения на лагуатан.

## Сражение
Правивший лагуатанами Каваон поместил женщин, детей и не способных сражаться в середину, по кругу наискось он разместил верблюдов, сделав глубину фронта приблизительно в двенадцать животных. Воинам было приказано находиться между ногами животных, прикрывшись щитами.
Вандалы, не умевшие метать дротики и стрелы и идти в бой пешим строем, но имевшие в основном конницу, не знали как атаковать врага. Из-за неприязни лошадей к верблюдам они не могли атаковать мавров, которые в ответ могли обстреливать их стрелами и дротиками. Понеся существенные потери вандалы бежали, в ходе преследования многие были убиты и взяты в плен.

## Последствия
Власть вандалов над Триполитанией ослабела.

## Исследования
- История Византии / отв. ред. С. Д. Сказкин. — М.: Наука, 1967. — Т. I / отв. ред. тома З. В. Удальцова. — 524 с.
- Упадок и гибель Западной Римской Империи и возникновение германских королевств (до середины VI в.) / Л. Т. Мильская. — М.: Издательство Московского университета, 1984.